# Susana (Santa Fe)
Susana es una localidad y comuna en el departamento Castellanos, provincia de Santa Fe, Argentina, a 105 km de la capital provincial.

## Población
Cuenta con 1834 habitantes (Indec, 2022), lo que representa un incremento frente a los 1,237 habitantes (Indec, 2001) del censo anterior.
| Gráfica de evolución demográfica de Susana entre 1991 y 2010 |
|                                                              |
| Fuente: Censos nacionales del INDEC                          |

## Historia
No existe Acta fundacional de la localidad de Susana, y su fundador: Guillermo Lehmann. Eran "Poblamientos" a partir de que Guillermo Lehmann hace "Compra Precaria" con Roca, Mezquita, Torres y Muñiz de un lote de 225 km² (22.500 ha). La colonización de Lehmann progresó y la de Aarón Castellanos no; porque Lehmann combinó la ganancia de su empresa colonizadora, sin usura, y la de los colonos aceptándolos como mano de obra digna para la producción y merecedores de una recompensa. 
Otro punto importante de destacar es el leasing que vincula a la familia del agricultor con su tierra, aspirar a ser dueño de esa tierra. De la primera compra a Torres, Mezquita, Roca y Muñiz surgen las colonias de: Lehmann, Susana, Rafaela, Presidente Roca, Florida (Angélica) y Aurelia.
Como dato relevante en lo industrial, en esta localidad Miguel Gardiol fabricó cosechadoras, enfardadoras y rotoenfardadoras bajo la marca Susana entre la década del 30' hasta la década de 1990'.

## Santa Patrona
- Santa Susana

## Fundación
- 1883 y 1891, Rafael Escriña (colonia) y Ataliva Roca (pueblo)

## Creación de la Comuna
- 2 de diciembre de 1886.

## Localidades y Parajes
- Susana
- Parajes
  - Campo Piacenza

## Parroquias de la Iglesia católica en Susana
| Diócesis  | Rafaela      |
| --------- | ------------ |
| Parroquia | Santa Susana |